# Gomba Károly
Gomba Károly (Mezőkeresztes, 1889. június 11. – Sapowa, Galícia, 1916. január 31.) botanikus.

## Életrajza
Borsod vármegyében, Mezőkeresztesen született 1889. június 11-én, Gaál Erzsébet és Gomba Márton községi bíró egyetlen gyermeke volt. Az elemi iskolát szülőfalujában, Mezőkeresztesen végezte. Miskolcra került a református főgimnáziumba, ahol a botanika vált kedvenc tantárgyává, mely tárgyból jelesen érettségizett 1908-ban. Ez a tantárgy később is meghatározta tanulmányait, munkásságát. Érettségi után a kolozsvári Ferenc József egyetemen folytatta tanulmányait, ahol 1914. június 18-án "summa cum laude" tette le a doktori vizsgát.
Az Erdélyi Nemzeti Múzeum növénytári osztályán vállalt munkát, majd 1915 februárjában katonai szolgálatra vonult be. A galíciai Sapowában halt hősi halált 27 évesen, 1916. január 31-én.

## Munkássága
Botanikai alapítványt hagyott hátra.

## Munkái
- Az Urtica radicans Bolla, Urtica Kiovensis Rog. és Urtica dioica L. összehasonlító alak és alkattarai viszonyairól (Kolozsvár, 1914)